# Lissomus
Lissomus là một chi bọ cánh cứng trong họ 
Elateridae.
Chi này được miêu tả khoa học năm 1824 bởi Dalman.

## Các loài
Các loài trong chi này gồm:
- Lissomus ambiguus Fleutiaux, 1899
- Lissomus angustatus Bonvouloir, 1859
- Lissomus argenteocaudatus Cobos, 1966
- Lissomus asteriscus Gerstaecker, 1860
- Lissomus beckeri Cobos, 1972
- Lissomus bicolor Chevrolat, 1835
- Lissomus bifloccosus Laporte, 1835
- Lissomus discedens Bonvouloir, 1859
- Lissomus episcopalis Gerstaecker, 1860
- Lissomus flavipennis Guerin, 1844
- Lissomus foveolatus Dalman, 1824
- Lissomus francisci Karsch, 1881
- Lissomus gagatinus Bonvouloir, 1859
- Lissomus gibbosus Cobos, 1972
- Lissomus hirticollis Laporte, 1835
- Lissomus impressifrons Bonvouloir, 1859
- Lissomus inopinatus Horn, 1897
- Lissomus insularis Cobos, 1966
- Lissomus lacordairei Laporte, 1840
- Lissomus mastrucatus Gerstaecker, 1860
- Lissomus mediotestaceus Cobos, 1966
- Lissomus obconicus Bonvouloir, 1859
- Lissomus pilarius Horn, 1897
- Lissomus punctulatus Dalman, 1824
- Lissomus quirsfeldi Cobos, 1963
- Lissomus robustus Gerstaecker, 1860
- Lissomus rufocastaneus Chevrolat
- Lissomus sagittatus Bonvouloir, 1859
- Lissomus sericeus Bonvouloir, 1859
- Lissomus striatipennis Schwarz, 1903
- Lissomus subpubescens Bonvouloir, 1859
- Lissomus substriatus Bonvouloir, 1859
- Lissomus trapezoideus Horn, 1897
- Lissomus ustulatus Bonvouloir, 1860